# Монхе, Томас
Томас Монхе Гутьеррес (исп. Tomás Monje Gutiérrez; 21 декабря 1884 — 15 июля 1954) — боливийский правовед и политический деятель, президент страны с августа 1946 по март 1947.
Родился в Коройко, департамент Ла-Пас. Был известным судьёй и интеллектуалом.
Занимал пост председателя Апелляционного суда Ла-Паса, когда был назначен на пост президента страны после свержения и убийства президента Гуальберто Вильярроэля. На тот момент Монхе болел, поэтому вместо него обязанности главы государства исполнял в течение 27 суток Нестор Гильен. Перед ним стояла задача организовать и провести как можно скорее президентские выборы. После выборов он передал власть их победителю, консерватору Энрике Эрцогу, в январе 1947 года.